# جزیره اومارا
جزیره اومارا (انگلیسی: Umara Island) یک جزیره در استان ماگادان کشور روسیه است.